# Неоникотиноиды
Неоникотиноиды — сравнительно небольшой класс органических соединений — инсектицидов. Неоникотиноиды связываются с никотиновыми ацетилхолиновыми рецепторами, в низких дозах это вызывает нервное возбуждение, в высоких приводит к параличу и смерти.
Отличительные свойства неоникотиноидов:
- Высокая избирательность: хорошо взаимодействуют с рецепторами насекомых, и плохо — с рецепторами млекопитающих, кроме того, неоникотиноиды (в отличие от никотина) плохо проникают через гемато-энцефалический барьер, отсюда умеренная токсичность для позвоночных и очень высокая — для насекомых[1] (нормы расхода — единицы и десятки г/га, для декоративных растений до нескольких сотен г/га);
- устойчивость к воздействию света и к гидролизу, низкая летучесть, умеренная стойкость в окружающей среде;
- сравнительно хорошая растворимость в воде, высокое трансламинарное и системное действие (вещество проникает в сосудистую систему растения, делая его ядовитым для вредителей)[2].

В рекомендованных дозах не обладают фитотоксичностью.
Формулы некоторых неоникотиноидов

## История
Препараты никотина, получаемые путем настаивания табака и махорки, в качестве инсектицида использовали с давних времен.
Первые синтетические никотиноидные вещества (анабазин и никотин) применяли в борьбе с насекомыми-вредителями ещё до Второй мировой войны. Они имели большую токсичность для насекомых и в определенных условиях могли оказывать токсическое воздействие и на человека.
Неоникотиноиды имеют значительно большую токсичность для насекомых, и меньшую — для теплокровных животных и человека (смертельная доза никотина 0,5-1 мг/кг, неоникотиноидов — 200-1000 мг/кг, т.е. на 3 порядка больше).
Современные неоникотиноиды впервые зарегистрированы в России в 1999 году (две препаративные формы на основе разных действующих веществ), а к 2004 году список разрешенных к применению инсектицидов этой группы включал уже 11 препаративных форм на основе четырёх действующих веществ.

## Некоторые неоникотиноиды
- Ацетамиприд (N1-метил-N1-[(6-хлор-3-пиридил)метил]-N2-цианацетамидин), брутто-формула C10H11N4Cl, молярная масса 222,7. Это белое кристаллическое вещество; при рН 4-7 гидролитически стабилен, при рН 9 и температуре 45 °С постепенно разлагается. Стабилен на солнечном свету. Температура плавления 98,9 °С. Давление пара при 25 °C < 1∙10-6 Па (< 7,5∙10-9 мм рт. ст.). Растворимость в воде 4,2 г/л (0,42 г/100 г), хорошо растворим в ацетоне, этаноле, метаноле, ацетонитриле, дихлорметане, хлороформе, тетрагидрофуране.[4]
- Имидаклоприд (4,5-дигидро-N-нитро-1-[(6-хлор-3-пиридил)-метил]-имидазолидин-2-илен-амин), брутто-формула C9H10N5O2Cl, молярная масса 255,7. Кристаллическое вещество. Температура плавления 136,4 — 143,8 °С. Давление пара при 25 °C 2∙10-7 Па (15∙10-10 мм рт. ст.). Растворимость в воде 0,51 г/л (0,051 г/100 г).[4]
- Тиаклоприд ((2Z)-[(6-хлорпиридин-3-ил)метил]-2-цианимино-1,3-тиадиазолидин), брутто-формула C10H9N4SCl, молярная масса 258,2. Это кристаллическое вещество с желтоватым оттенком, устойчивое к воздействию света и гидролизу. Температура плавления 136 °С. Давление пара при 20 °С 3,0∙10-7 мПа (2,3∙19 мм рт. ст.). Растворимость в воде 0,158 г/л.[4]
- Тиаметоксам (5-метил-3-(2-хлортиазол-5-илметил)-1,3,5-оксадиазинан-4-илиден-N-нитроамин), брутто-формула C8H10NO3SCl, молярная масса 291,7. Это светло-кремовое кристаллическое вещество без запаха. Температура плавления 139,1 °С. Давление пара при 25 °C ,6∙10-6 мПа (5,0∙10-8 мм рт. ст). Растворимость в воде 4,1 г/л (0,41 г/100 г).[4]
- Клотианидин, N-(2-хлортиазол-5-илметил)-N'-метил-N'-нитрогуанидин, С8Н10СlNO3S. Твердый бесцветный порошок без запаха. Растворимость в воде (20 °C) при рН 10 — 340 мг/л, температура плавления 176,8 °C, давление паров (25 °C) 2.8∙10-8 мПа, удельная плотность 1.61 г/мл.

## Механизм действия
Неоникотиноиды — нейротоксические яды: являясь агонистами никотин-ацетилхолиновых рецепторов, они подавляют активность ацетилхолинэстеразы постсинаптической мембраны, пролонгируют открытие натриевых каналов. У насекомых при этом происходит чрезмерное возбуждение нервных клеток, что ведет к тремору, конвульсиям, судорогам и в конечном итоге их гибели.

## Применение
В сельском хозяйстве неоникотиноиды применяются как системные инсектициды для борьбы с сосущими и листогрызущими насекомыми (тли, цикадки, белокрылки, трипсы, рисовые долгоносики, колорадский жук и пр.). Кроме того, препараты на основе этих действующих веществ успешно используют для борьбы с почвенными вредителями (крошка свекловичная, щелкуны и пр.).

## Токсикология
Препараты очень токсичны для пчёл, вызывают расстройство кишечника и впоследствии их гибель, так называемый химический токсикоз. Во Франции с 1999 года были запрещены все неоникотиноиды после года их применения. Однако по состоянию на 2017 год там разрешён тиаклоприд (препарат Калипсо) для обработки плодовых культур. Начиная с 2013 года в ЕС запрещены для применения на открытом воздухе три вида неоникотиноидов: имидаклоприд, клотианидин и тиаметоксам. Неоникотиноиды, содержащие цианогруппу (ацетамиприд и тиаклоприд), обладают гораздо меньшей (на 3 порядка) токсичностью для пчел